# Artabotrys cumingianus
Artabotrys cumingianus är en kirimojaväxtart som beskrevs av S. Vidal. Artabotrys cumingianus ingår i släktet Artabotrys och familjen kirimojaväxter.

## Underarter
Arten delas in i följande underarter:
- A. c. reticulatus
- A. c. subglabrus